# Full Members Cup 1987-88
La Full Members Cup 1987/88 fue la tercera edición de la competición. Se disputó entre el 10 de noviembre de 1987 y el 27 de marzo de 1988. La final se celebró en el Wembley Stadium de Londres.

## Primera Ronda
| 10 de noviembre de 1987 | Blackburn Rovers | 1:2 | Swindon Town | Ewood Park, Blackburn |  |

| 10 de noviembre de 1987 | Charlton Athletic | 1:1 (5 – 4 p.) | Hull City | Selhrust Park, Londres |  |

| 10 de noviembre de 1987 | Ipswich Town | 1:0 | Middlesbrough | Portman Road, Ipswich |  |

| 10 de noviembre de 1987 | Manchester City | 6:2 | Plymouth Argyle | Maine Road, Mánchester |  |

| 10 de noviembre de 1987 | Oldham Athletic | 0:3 | West Bromwich Albion | Boundary Park, Oldham |  |

| 10 de noviembre de 1987 | Portsmouth | 0:3 | Stoke City | Fratton Park, Portsmouth |  |

| 10 de noviembre de 1987 | Leicester City | 1:0 | Huddersfield Town | Filbert Street, Leicester |  |

| 10 de noviembre de 1987 | Sheffield Wednesday | 2:0 | Bournemouth | Hillsborough Stadium, Sheffield |  |

| 10 de noviembre de 1987 | West Ham United | 2:0 | Millwall | Upton Park, Londres |  |

| 11 de noviembre de 1987 | Aston Villa | 0:5 | Bradford City | Villa Park, Birmingham |  |

| 11 de noviembre de 1987 | Oxford United | 1:0 | Crystal Palace | Manor Ground, Oxford |  |

| 18 de noviembre de 1987 | Chelsea | 2:1 | Barnsley | Stamford Bridge, Londres |  |

| 25 de noviembre de 1987 | Leeds United | 3:0 | Sheffield United | Elland Road, Leeds |  |

| 25 de noviembre de 1987 | Newcastle United | 2:1 | Shrewsbury Town | St James' Park, Newcastle upon Tyne |  |

| 25 de noviembre de 1987 | Derby County | 3:1 | Birmingham City | Baseball Ground, Derby |  |

| 21 de diciembre de 1987 | Queens Park Rangers | 1:3 | Reading | Loftus Road, Londres |  |

## Segunda Ronda
| 1 de diciembre de 1987 | Charlton Athletic | 1:2 | Leicester City | Selhurst Park, Londres |  |

| 1 de diciembre de 1987 | Ipswich Town | 2:1 | West Bromwich Albion | Portmand Road, Ipswich |  |

| 1 de diciembre de 1987 | Sheffield Wednesday | 0:1 | Stoke City | Hillsborough Stadium, Sheffield |  |

| 8 de diciembre de 1987 | Millwall | 2:0 | Leeds United | The Den, Londres |  |

| 8 de diciembre de 1987 | Bradford City | 2:1 | Newcastle United | Valley Parade, Bradford |  |

| 16 de diciembre de 1987 | Manchester City | 0:2 | Chelsea | Maine Road, Mánchester |  |

| 23 de diciembre de 1987 | Swindon Town | 2:1 | Derby County | County Ground, Swindon |  |

| 13 de enero de 1988 | Reading | 1:0 | Oxford United | Elm Park, Reading |  |

## Tercera Ronda
| 13 de enero de 1988 | Coventry City | 2:1 | Wimbledon | Highfield Road, Coventry |  |

| 13 de enero de 1988 | Leicester City | 0:0 (3 – 5 p.) | Stoke City | Filbert Street, Leicester |  |

| 13 de enero de 1988 | Millwall | 2:3 | Norwich City | The Den, Londres |  |

| 13 de enero de 1988 | Swindon Town | 4:0 | Chelsea | County Ground, Swindon |  |

| 25 de enero de 1988 | Bradford City | 1:0 | Southampton | Valley Parade, Bradford |  |

| 25 de enero de 1988 | Ipswich Town | 5:2 | Watford | Portman Road, Ipswich |  |

| 3 de febrero de 1988 | Reading | 2:1 | Nottingham Forest | Elm Park, Reading |  |

| 10 de febrero de 1988 | Everton | 1:2 | Luton Town | Goodison Park, Liverpool |  |

## Cuartos de final
| 9 de febrero de 1988 | Coventry City | 2:0 | Ipswich Town | Highfield Road, Coventry |  |

| 10 de febrero de 1988 | Reading | 2:1 | Bradford City | Elm Park, Reading |  |

| 1 de marzo de 1988 | Luton Town | 4:1 | Stoke City | Kenilworth Road, Luton |  |

| 1 de marzo de 1988 | Swindon Town | 2:0 | Norwich City | County Ground, Swindon |  |

## Semifinales
| 8 de marzo de 1988 | Reading | 1:1 (4 – 3 p.) | Coventry City | Elm Park, Reading |  |

| 8 de marzo de 1988 | Luton Town | 2:1 | Swindon Town | Kenilworth Road, Luton |  |

## Final
| 1  | POR | Les Sealey       |  |
| 2  | DEF | Tim Breacker     |  |
| 3  | DEF | Ashley Grimes    |  |
| 5  | DEF | Steve Foster     |  |
| 6  | DEF | Mal Donaghy      |  |
| 6  | MED | Darron McDonough |  |
| 7  | MED | Danny Wilson     |  |
| 8  | MED | Brian Stein      |  |
| 11 | MED | Ian Allinson     |  |
| 9  | DEL | Mick Harford     |  |
| 10 | DEL | Mark Stein       |  |
| DT | DT  | Ray Harford      |  |

| 1  | POR | Steve Francis    |  |
| 2  | DEF | Colin Bailie     |  |
| 3  | DEF | Steve Richardson |  |
| 5  | DEF | Martin Hicks     |  |
| 6  | DEF | Keith Curle      |  |
| 4  | MED | Stuart Beavon    |  |
| 7  | MED | Linden Jones     |  |
| 8  | MED | Les Taylor       |  |
| 11 | MED | Neil Smillie     |  |
| 9  | DEL | Mick Tait        |  |
| 10 | DEL | Michael Gilkes   |  |
| DT | DT  | Ian Branfoot     |  |

|  | XX' | Mick Harford | 1-0 |

|  | XX' | Michael Gilkes          | 1-1 |
|  | XX' | Stuart Beavon (penalti) | 1-2 |
|  | XX' | Mick Tait               | 1-3 |
|  | XX' | Neil Smillie            | 1-4 |

| Árbitro | XXXXXX |

| 1  | POR | Les Sealey       |  |
| 2  | DEF | Tim Breacker     |  |
| 3  | DEF | Ashley Grimes    |  |
| 5  | DEF | Steve Foster     |  |
| 6  | DEF | Mal Donaghy      |  |
| 6  | MED | Darron McDonough |  |
| 7  | MED | Danny Wilson     |  |
| 8  | MED | Brian Stein      |  |
| 11 | MED | Ian Allinson     |  |
| 9  | DEL | Mick Harford     |  |
| 10 | DEL | Mark Stein       |  |
| DT | DT  | Ray Harford      |  |

| 1  | POR | Steve Francis    |  |
| 2  | DEF | Colin Bailie     |  |
| 3  | DEF | Steve Richardson |  |
| 5  | DEF | Martin Hicks     |  |
| 6  | DEF | Keith Curle      |  |
| 4  | MED | Stuart Beavon    |  |
| 7  | MED | Linden Jones     |  |
| 8  | MED | Les Taylor       |  |
| 11 | MED | Neil Smillie     |  |
| 9  | DEL | Mick Tait        |  |
| 10 | DEL | Michael Gilkes   |  |
| DT | DT  | Ian Branfoot     |  |

|  | XX' | Mick Harford | 1-0 |

|  | XX' | Michael Gilkes          | 1-1 |
|  | XX' | Stuart Beavon (penalti) | 1-2 |
|  | XX' | Mick Tait               | 1-3 |
|  | XX' | Neil Smillie            | 1-4 |

| Árbitro | XXXXXX |

| Bandera de Inglaterra             |
| Campeón Reading F. C. 1.er título |